# Halicoides anomalus
Halicoides anomalus is een vlokreeftensoort uit de familie van de Pardaliscidae. De wetenschappelijke naam van de soort is voor het eerst geldig gepubliceerd in 1893 door Walker.